# Барда Склір
Барда Склір (Βάρδας Σκληρός, 919 —991) — візантійський військовий та політичний діяч, декілька разів намагався захопити трон Візантійської імперії.

## Життєпис
Походив зі знатного та заможного роду Склірів, що вели свій родовід з Малої Азії. Син Пантерія Скліра, а за материнською лінією був родичем імператорів з Македонської династії. Мати Варла Скліра — Георгія — походила від Барда, брата імператора Василя I. Його сестра Марія була дружиною імператора Іоанна Цимісхія. Після сходження останнього на трон у 969 році призначається доместіком схол (командуючим схоларіями).
У 970 році відбив наступ на Константинополь великого князя Київського Святослава Ігоровича: за візантійською версією — завдав нищівної поразки у битві при Адріанополі; за руською — Скліра було розбито й візантійці відкупилися від київського князя. Найпевніше, у результаті битви жодна зі сторін не отримала переваги. З огляду на те, що Склір мав в тилу потужні мури Адріанополя, куди міг сховатися, та той факт, що на допомогу йшли війська на чолі з імператором, Святослав змушений був відступити до Болгарії, зберігши основні свої сили.
Слідом за цим брав участь у болгарському поході візантійців та подальшій боротьбі проти русів. Після цього у 970—971 роках придушив повстання Барди Фоки у Малій Азії. На деякий час залишився у Малій Азії, де відбив спробу арабських загонів захопити землі, скориставшись заколотом Фоки. В результаті цього успіху досяг значного впливу за володарювання імператора Іоанна I, вважався найкращим військовиком після Цимісхія.
У 975 році внаслідок інтриг паракимомена Василя під час хвороби імператора Скліра призначають доместіком схол та відправляють до Малої Азії. Василь намагався забезпечити владу малолітнім сином померлого імператора Романа II, щоб від їх імені володарювати.
У 976 році Барда Склір, спираючись на родинні зв'язки з правлячою династією та підтримку серед знаті й військових, висунув свої претензії на трон Візантії. Приводом стало зміщення з посади. Склір для впевненості уклав союзи з вірменськими та мусульманськими володарями, які визнали того імператором. Поступово Барда Склір захопив значну частину Малої Азії, перемігши Петра Фоку та інших військовиків — в Лапарській долині феми Ліканд, взяття фортеці Цаманд, оволодіння флотом феми Кібиреоти. Але перша спроба захопити Константинополь не вдалася внаслідок поразки флоту Скліра та невдалої облоги міста Нікеї. Після тривалої боротьби і перемог біля Панкалії 19 червня 978 року та Василіки (фема Харсіан) восени 978 року проти військовика Барди Фоки, все ж 14 березня 979 року Барда Склір зазнав нищівної поразки у битві при Сарвенісні, після чого втік до держави Хамданідів. Але її володарі відмовилися надати Скліру притулок, той у 980 році перебрався до Багдаду, де також планував отримати підтримку від халіфа Абд аль-Карім ат-Таї. Втім той тримав Барда Скліра у почесному полоні до 987 року.
У 987 році, змовившись з Бардою Фокою, знову підняв повстання, але був ошуканий останнім і запроторений до в'язниці. У 989 році, після загибелі Фоки, знову підняв повстання і проголосив себе імператором, але в тому ж році був змушений здатися на милість імператора Василя II. Імператор надав Скліру титул куропалата і змушений був піти на низку поступок. Помер Барда Склір у березні 991 року.